# Puya thomasiana
Puya thomasiana är en gräsväxtart som beskrevs av Éduard-François André. Puya thomasiana ingår i släktet Puya och familjen Bromeliaceae. Inga underarter finns listade i Catalogue of Life.